# コズミックラテ
コズミックラテ（英語: cosmic latte）は、ジョンズ・ホプキンス大学の天文学者のチームによって発見された、地球から見える宇宙の銀河の平均の色である。2002年、Karl GlazebrookとIvan Baldryは、宇宙の平均の色は緑色がかった白色と決定したが、2003年の論文ですぐにその分析を訂正し、20万個以上の銀河からの光の平均の色がベージュがかった白色になったと報告した。16進数トリプレット表記では、#FFF8E7となる。

## 色の発見
この研究では、宇宙の平均の色の発見自体を対象としていたというよりも、星形成の研究のために、異なる銀河のスペクトルが分析された。フラウンホーファー線と同様、研究のスペクトル範囲中に表示される暗い線が古い星と若い星を示し、異なる銀河や恒星系の年齢を決定することができる。この研究で明らかになったことは、恒星の大部分が約50億年前に誕生したということである。これらの恒星は過去により明るかったことから、宇宙の色は時間とともに変化する。多くの恒星は若い時には青色でやがて黄色になり、最終的に赤色巨星になることから、平均の色は青色から赤色にの方に移っていく。遠方の銀河から届く光は、ずっと若く青い時期の光であるため、地球から見える宇宙の平均の色は、ピュアホワイトに近づく傾向がある。

### 色名
訂正された色は、ジョンズ・ホプキンス大学のウェブサイトで最初に公表された。NPRやBBC等の複数の報道機関がこの色を報じた。Glazebrookが「ベージュでない限りあらゆる色名の提案を歓迎する」と述べたと冗談交じりに付け加えたところもあった。
以下は、色の発見に関わったジョンズ・ホプキンス大学の天文学者による色名の投票の結果である。
| 色名                      | 提案者           | 票数 |
| ------------------------- | ---------------- | ---- |
| Cosmic Latte              | Peter Drum       | 6    |
| Cappuccino Cosmico        | Peter Drum       | 17   |
| Big Bang Buff/Blush/Beige | Several entrants | 13   |
| Cosmic Cream              | Several entrants | 8    |
| Astronomer Green          | Unknown          | 8    |
| Astronomer Almond         | Lisa Rose        | 7    |
| Skyvory                   | Michael Howard   | 7    |
| Univeige                  | Several entrants | 6    |
| Cosmic Khaki              | Unknown          | 5    |
| Primordial Clam Chowder   | Unknown          | 4    |

ドラムの提案した「カプチーノコスミコ」が最も多くの表を獲得したが、ドラムの別の案である「コズミックラテ」が研究者の人気を集めた。「ラテ」は、ガリレオ・ガリレイの母語であるイタリア語で「牛乳」という意味であり、イタリア語で「天の川」を意味する"Via Lattea"にも近い。この色が天の川の平均の色に似ているという事実も興味を引いた。また、「カフェインバイアス」であるとも言われた。